# Agalenocosa
Agalenocosa Mello-Leitão, 1944 è un genere di ragni appartenente alla famiglia Lycosidae.

## Distribuzione
Le 18 specie note di questo genere sono state reperite nell'America, in Oceania ed in Asia meridionale: 8 specie sono endemiche della sola Argentina.

## Tassonomia
La corretta grafia di questo genere è proprio Agalenocosa; la dizione Agalenoscosa, presente in alcuni cataloghi precedenti, è un vero e proprio errore ortografico.
Non sono stati esaminati esemplari di questo genere dal 2014.
Attualmente, a giugno 2016, si compone di 18 specie:
1. Agalenocosa bryantae (Roewer, 1951) — Hispaniola
2. Agalenocosa chacoensis (Mello-Leitão, 1942) — Argentina
3. Agalenocosa denisi (Caporiacco, 1947) — Guyana
4. Agalenocosa fallax (L. Koch, 1877) — Queensland (Australia)
5. Agalenocosa gamas Piacentini, 2014 — Argentina
6. Agalenocosa gentilis Mello-Leitão, 1944 — Argentina
7. Agalenocosa grismadoi Piacentini, 2014 — Paraguay, Argentina
8. Agalenocosa helvola (C. L. Koch, 1847) — Messico, Colombia
9. Agalenocosa kolbei (Dahl, 1908) — Arcipelago delle Bismarck (Papua Nuova Guinea)
10. Agalenocosa luteonigra (Mello-Leitão, 1945) — Argentina
11. Agalenocosa melanotaenia (Mello-Leitão, 1941) — Argentina
12. Agalenocosa pickeli (Mello-Leitão, 1937) — Brasile
13. Agalenocosa pirity Piacentini, 2014 — Argentina
14. Agalenocosa punctata Mello-Leitão, 1944 — Argentina
15. Agalenocosa subinermis (Simon, 1897) — India
16. Agalenocosa tricuspidata (Tullgren, 1905) — Argentina
17. Agalenocosa velox (Keyserling, 1891)[2] — Brasile, Argentina
18. Agalenocosa yaucensis (Petrunkevitch, 1929) — Porto Rico

### Specie trasferite
- Agalenocosa leucophaeoides Roewer, 1951; trasferita al genere Lycosa Latreille, 1804[1].

### Sinonimi
- Agalenocosa singularis Mello-Leitão, 1944; posta in sinonimia con A. velox (Keyserling, 1891) a seguito di un lavoro dell'aracnologo Piacentini del 2014[1].

### Nomen dubium
- Agalenocosa fimbriata Mello-Leitão, 1944b; esemplare femminile rinvenuto in Argentina, da ritenersi nomen dubium a seguito del lavoro di Piacentini del 2014[1].